# Борковска, Анна
Анна Борковска, известная также как Сестра Бертранда (1900—1988) — польская католическая монахиня-доминиканка, праведница мира, действовавшая на территории современной Литвы.

## Биография

### Ранние годы
Стала монахиней после окончания Краковского университета. К 1941 году заведовала монастырём в Вильнюсе.

### Помощь евреям
Вильнюс был захвачен немцами 24 июня 1941 года. Уничтожение евреев началось практически сразу после этого. Сначала Анна попыталась побудить церковные структуры встать на защиту преследуемых, однако те, опасаясь мести немцев христианам, разрушения церквей и изъятия церковной собственности, отказали в помощи. Тогда она по собственной инициативе начала прятать на территории монастыря группу из 17 молодых евреев. Одним из них был ставший затем знаменитым героем Сопротивления Абба Ковнер. Некоторые из монахинь были против помощи евреям, по некоторым данным Борковска подавила их протесты, угрожая карами вплоть до отлучения от церкви. Другие монахини помогали Анне в её усилиях. Когда группа Ковнера начала подпольную борьбу с немцами, она также содействовала ей.

### Восстание в гетто
От волонтёрства в Вильнюсском гетто Анна и группа монахинь под её руководством перешли к контрабанде туда оружия и амуниции, в том числе ручных гранат. Когда немцы приступили к ликвидации гетто, 1 сентября 1943 началось восстание. Оно было подавлено. Монастырь закрыли, монахини были вынуждены покинуть его. Анну Борковску арестовали, она находилась в трудовом лагере около Каунаса. После войны Анна Борковска попросила об освобождении от обетов и ушла из монашества, оставаясь при этом католичкой.

### После войны
Жила в Варшаве. В 1984 году Яд ва-Шем признал её праведницей мира. Медаль Анне на прошедшей в Польше церемонии вручил Абба Ковнер.